# یابوونگ-زامبروویزنا
یابوونگ-زامبروویزنا (به لاتین: Jabłoń-Zambrowizna) یک روستا در لهستان است که در گمینا نووه پیکوته واقع شده‌است.